# Figularia discors
Figularia discors är en mossdjursart som beskrevs av Hayward och Taylor 1984. Figularia discors ingår i släktet Figularia och familjen Cribrilinidae. Inga underarter finns listade i Catalogue of Life.